# Betacixius shirozui
Betacixius shirozui är en insektsart som beskrevs av Hori 1982. Betacixius shirozui ingår i släktet Betacixius och familjen kilstritar. Inga underarter finns listade i Catalogue of Life.